# North Valley (Nuevo México)
North Valley es un lugar designado por el censo ubicado en el condado de Bernalillo en el estado estadounidense de Nuevo México. En el Censo de 2010 tenía una población de 11333 habitantes y una densidad poblacional de 621,11 personas por km².

## Geografía
North Valley se encuentra ubicado en las coordenadas 35°10′23″N 106°37′22″O / 35.17306, -106.62278. Según la Oficina del Censo de los Estados Unidos, North Valley tiene una superficie total de 18.25 km², de la cual 18.17 km² corresponden a tierra firme y (0.44%) 0.08 km² es agua.

## Demografía
Según el censo de 2010, había 11333 personas residiendo en North Valley. La densidad de población era de 621,11 hab./km². De los 11333 habitantes, North Valley estaba compuesto por el 70.88% blancos, el 0.63% eran afroamericanos, el 2.98% eran amerindios, el 0.6% eran asiáticos, el 0.06% eran isleños del Pacífico, el 20.71% eran de otras razas y el 4.14% pertenecían a dos o más razas. Del total de la población el 59.19% eran hispanos o latinos de cualquier raza.